# Seznam seznamů měst
Seznamy měst tvoří přehledný soupis měst podle různých kategorií. Nejčastěji se vyskytují seznamy měst podle určitých regionů nebo podle počtu obyvatel; mezi méně časté lze zařadit například seznamy podle rozlohy, hustoty zalidnění, nadmořské výšky, národnostního zastoupení apod.
Základní problém seznamů měst podle datových kritérií (počet obyvatel, rozloha aj.) je ucelení a sjednocení data-času, ke kterému se dané informace shromažďují a také vymezení správné rozlohy města. Špatné a nestejné vymezení rozlohy města patří mezi nejčastější prohřešky u vytváření seznamů měst, proto se můžeme setkat například se seznamy měst podle počtu obyvatel, kde se jednotlivá data liší. Za správné vymezení oblasti se počítá takové území, které katastrálně a administrativně náleží danému městu, ostatní aglomerace, jež navyšují počet obyvatel, by se započítávat neměly (ne u všech měst totiž jednoznačně vyplývá, co lze zařadit do aglomerace vybraných měst).
Problém sjednocení času, ke kterému se data shromažďují, také představuje velkou nevýhodu pro srovnání. U většiny měst méně vyspělých zemí nejsou novější data dostupná a pracuje se s daty několik let starými. Při vytváření žebříčků se pak do poznámek uvádí datum, ke kterému se data vztahují. U měst, jejichž informace jsou staré právě několik let, tak dochází v případě rozvinutých zemí k velkému zkreslení. Porodnost a pozitivní migrace je v takových případech někdy extrémně vysoká a její výsledná skutečná hodnota se může od zastaralého statistického údaje lišit natolik, že pořadí takového města by mohlo být i o několik míst v pořadí rozdílné.
V zásadě platí, že seznamy měst podle datových kritérií jsou nejvhodnější pro většinu evropských měst a dalších měst ve vyspělých zemích, kde je dlouhá tradice působení statistických úřadů. U rozvojových zemí slouží podobné seznamy jen k orientačnímu přehledu.

## Afrika
| - Alžírsko - Angola - Benin - Botswana - Burkina Faso - Burundi - Čad - Demokratická republika Kongo - Džibutsko - Egypt - Eritrea - Etiopie - Gabon - Gambie - Ghana - Guinea - Guinea-Bissau - Jihoafrická republika - Jižní Súdán |  | - Kamerun - Kapverdy - Keňa - Komory - Konžská republika - Lesotho - Libérie - Libye - Madagaskar - Malawi - Mali - Maroko - Mauritánie - Mauricius - Mosambik - Namibie - Niger - Nigérie - Pobřeží slonoviny |  | - Rovníková Guinea - Rwanda - Senegal - Seychely - Sierra Leone - Somálsko - Středoafrická republika - Súdán - Svatý Tomáš a Princův ostrov - Svazijsko - Tanzanie - Togo - Tunisko - Uganda - Zambie - Západní Sahara - Zimbabwe |

## Amerika
| - Antigua a Barbuda - Argentina - Bahamy - Barbados - Belize - Bolívie - Brazílie - Dominika - Dominikánská republika - Ekvádor - Francouzská Guyana - Grenada |  | - Guatemala - Guyana - Haiti - Honduras - Chile - Jamajka - Kanada - Kolumbie - Kostarika - Kuba - Mexiko - Nikaragua |  | - Panama - Paraguay - Peru - Salvador - Spojené státy americké - Surinam - Svatá Lucie - Svatý Vincenc a Grenadiny - Trinidad a Tobago - Uruguay - Venezuela |

## Asie
| - Afghánistán - Arménie - Ázerbájdžán - Bahrajn - Bangladéš - Bhútán - Brunej - Čína - Filipíny - Gruzie - Indie - Indonésie - Irák - Írán - Izrael |  | - Japonsko - Jemen - Jižní Korea - Jordánsko - Kambodža - Katar - Kazachstán - Kuvajt - Kyrgyzstán - Laos - Libanon - Malajsie - Mongolsko - Myanmar - Nepál |  | - Omán - Pákistán - Saúdská Arábie - Severní Korea - Spojené arabské emiráty - Srí Lanka - Sýrie - Tádžikistán - Thajsko - Tchaj-wan - Turkmenistán - Uzbekistán - Vietnam - Východní Timor |

## Austrálie a Oceánie
| - Austrálie - Federativní státy Mikronésie - Fidži - Kiribati - Marshallovy ostrovy |  | - Nauru - Nový Zéland - Palau - Papua Nová Guinea - Samoa |  | - Šalomounovy ostrovy - Tonga - Tuvalu - Vanuatu |

## Evropa
| - Albánie - Andorra - Belgie - Bělorusko - Bosna a Hercegovina - Bulharsko - Černá Hora - Česko - Jihočeský kraj - Plzeňský kraj - Královská města v ČR - Německé názvy obcí v ČR - Obce podle počtu obyvatel - Dánsko - Estonsko - Finsko - Francie |  | - Chorvatsko - Irsko - Island - Itálie - Lichtenštejnsko - Litva - Lotyšsko - Lucembursko - Maďarsko - Malta - Moldavsko - Německo - Nizozemsko - Norsko - Polsko - Portugalsko |  | - Rakousko - Rumunsko - Rusko - Sachalin - Řecko - San Marino - Severní Makedonie - Slovensko - Slovinsko - Spojené království - Srbsko - Španělsko - Švédsko - Švýcarsko - Turecko - Ukrajina |

## Ostatní seznamy měst
- Hlavní města světa
- Největší města v EU
- Žebříček kvality života
- Seznam měst přejmenovaných ve 20. století

- Města podle zeměpisné délky
- Města podle zeměpisné šířky